# Rheinsender
Der Rheinsender ist eine Sendeanlage des Südwestrundfunks für UKW-Hörfunk in der Nähe von Wolfsheim im Landkreis Mainz-Bingen. Bis zum 8. Januar 2012 wurde der Rheinsender auch für Mittelwellenrundfunk genutzt. Zwischen September 2005 bis 17. September 2008 wurde zusätzlich auch im Digital-Radio-Mondiale-Modus ausgestrahlt. Der 150 m hohe Rohrmast war bis zu seiner Sprengung am 19. Februar 2013 das höchste Bauwerk in Rheinhessen. Seitdem steht dort noch ein 2003 errichteter, 102 m hoher Stahlfachwerkturm.

## Geschichte
In der französischen Besatzungszone gab es nach dem Zweiten Weltkrieg nur wenig sendertechnische Infrastruktur. Die in Rheinland-Pfalz (Sender Kaiserslautern und Sender Koblenz), Baden und Württemberg-Hohenzollern vorhandenen Mittelwellensender konnten das Zonengebiet, wegen der geringen Sendeleistung, vor allem am Tage nur unzureichend versorgen.
Die französische Militärverwaltung übertrug mit den Verordnungen 187 und 188 des Hochkommissars der französischen Besatzungszone dem neu gegründeten Südwestfunk sowohl die Programmhoheit als auch die Ausstrahlungshoheit – zuvor lag die Verantwortlichkeit für die Sendeanlagen bei der Post. Der Rheinsender wurde damit das erste Großprojekt des Südwestfunks. Er nahm am 15. Mai 1950 mit einer Sendeleistung von 120 kW seinen Betrieb auf.
Bei der Einweihungsfeier am 28. Oktober waren der damalige französische Hochkommissar André François-Poncet und SWF-Intendant Friedrich Bischoff, sowie rheinland-pfälzische Ministerpräsident Peter Altmeier anwesend. In der Einweihungsrede konkretisierte Altmeier die Vorstellungen und Wünsche der drei Länderregierungen.

„Da es sich bei dem Sendegebiet des Südwestfunks (…) nicht nur um ein einzelnes Land, sondern um 3 Länder handelt, muß diese neue Rechtsgrundlage durch den Abschluß von Staatsverträgen zwischen den 3 beteiligten Ländern geschaffen werden (…). Dabei sind wir uns einig in der Ablehnung jeder Art und Form von Staatszentralismus. Wir wollen, daß das kulturelle Leben sich frei entfaltet. Daher begrüßen wir den Gedanken der kulturellen Selbstverwaltung auch auf dem Gebiete des Rundfunks. Aber dieser Begriff der Selbstverwaltung schließt (…) auch beim Rundfunk die Notwendigkeit der Staatsaufsicht mit ein. Es wird also notwendig sein, in den Staatsverträgen die entsprechenden Zuständigkeitsbegrenzungen zwischen der Staatsaufsicht und der Selbstverwaltungsfreiheit im einzelnen zu regeln.“

### Mittelwelle
Der Rheinsender strahlte von 1950 bis 1998 das erste Programm des Südwestfunks Baden-Baden auf Mittelwelle aus, zunächst auf 1016 kHz, seit 1978 nach dem Genfer Wellenplan auf 1017 kHz. 1998 wurde die Frequenz vom neuen Programm SWR1 Rheinland-Pfalz übernommen, 2002 bis zur Einstellung des Mittelwellenbetriebs 2012 von SWR cont.ra.

### UKW
Im November 1955 wurde dem Sender folgende UKW-Frequenzen und Kanäle zugewiesen:
- Kanal 33: 96,9 MHz
- Kanal 41: 99,3 MHz

## Sendemasten

### Mast 1 und Mast 2 (1950–2013)

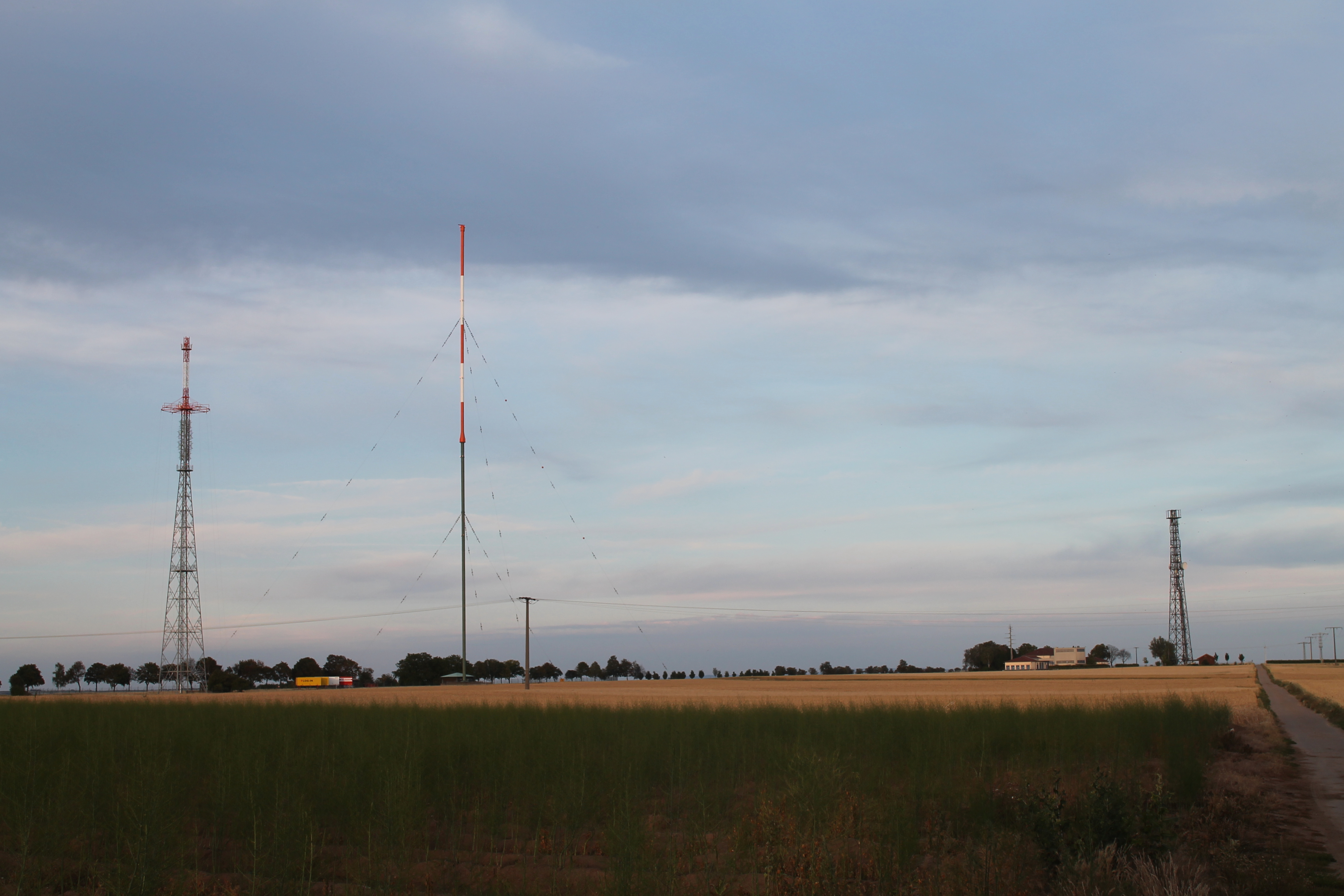
Rheinsender im Juli 2011: Sendeturm für UKW und MW (links), Mast 2 für MW (Mitte), im Hintergrund rechts das Sendergebäude. Der kleine Turm rechts ist der Richtfunksammler Wolfsheim.

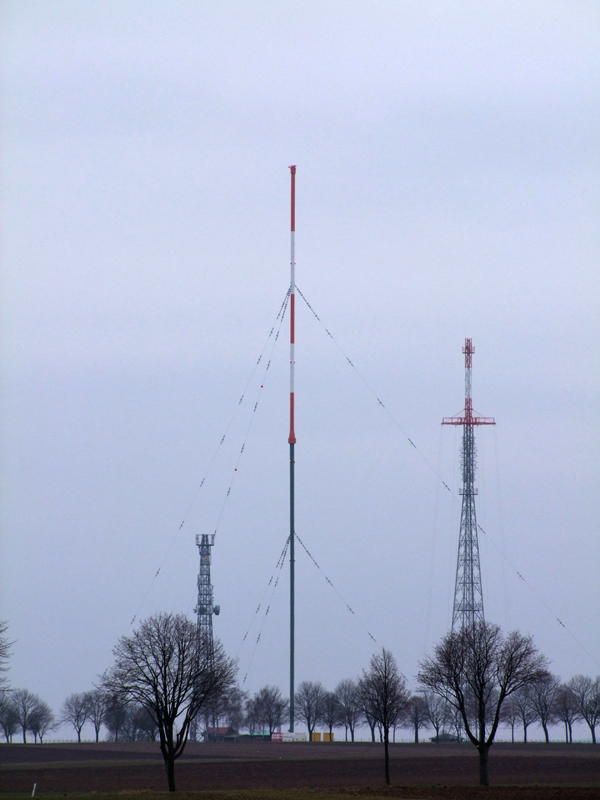
Antennenanlage des Rheinsenders vor dem Abriss des Stahlrohrmasts 2 im Februar 2013: Mast 2 (Mitte) für Mittelwelle, Stahlfachwerkturm mit Reusenantenne (rechts) für UKW und Mittelwelle sowie Richtfunksammler Wolfsheim (im Hintergrund links) (Foto vom 28. Februar 2009).

Der Mittelwellensender nahm am 15. Mai 1950 auf der Frequenz 1016 kHz mit 70 kW Leistung seinen Betrieb auf. Bis zum 26. Februar 2002 wurden zwei 150 m hohe, gegen Erde isolierte Stahlrohrmasten als Sendeantenne benutzt. Beide Sendemasten waren mit einem Trennisolator in der Konstruktion ausgerüstet und konnten doppelt gespeist werden. Dadurch war der Einsatz als schwundmindernde Sendeantenne möglich. Der Einsatz von zwei Sendemasten ergab eine Richtstrahlung für die geforderte Ausblendung in südöstliche Richtung während der Nachtstunden. Im Laufe der Jahre wurde die Sendeleistung schrittweise auf 600 kW erhöht. Die Mittelwelle des Rheinsenders hatte während der dunklen Tagesstunden eine Reichweite bis Marokko und Tunesien in Nordafrika.
Nach der Leistungsreduzierung auf 100 bzw. 150 kW Mitte der 1990er Jahre war ein permanenter Betrieb mit Rundstrahlung von Sendemast 2 aus möglich. Der nicht mehr benötigte Mast 1 wurde am 26. Februar 2002 gesprengt.
Der Mittelwellensender wurde am 8. Januar 2012 um 23.00 Uhr nach dem regulären Sendeschluss von SWR cont.ra endgültig abgeschaltet und stillgelegt, da der SWR seine Ausstrahlung über die Mittelwelle als zu kostenintensiv beurteilt hat. Stattdessen will sich der SWR auf den Aufbau einer in Baden-Württemberg und Rheinland-Pfalz flächendeckenden Versorgung seiner Programme über DAB+ konzentrieren.
Der Mast 2 wurde am 19. Februar 2013 zwischen 12:15 und 13:15 Uhr mit einer gezielten Sprengladungen an zwei der sechs Abspannseilen zum Einsturz gebracht. Zuvor bekamen die Funkamateure des Ortsverbandes Mainz im Deutschen Amateur-Radio-Club die Gelegenheit, ihn vom 25. bis 27. Januar 2013 zum letzten Mal mit Funkenergie zu speisen, um an einem weltweiten Wettbewerb teilnehmen zu können. Der SWR unterstützte die Aktion beim Anbringen von Befestigungen für die über 160 Meter lange Richtantenne, welche hierfür aufgebaut wurde.

### Mast 3
Neben den beiden 150 m hohen Masten 1 und 2 existierte noch ein weiterer, 114 m hoher, gegen Erde isolierter abgespannter Stahlrohrmast, der sich direkt neben dem Sendergebäude befand. Dieser Mast diente als Reserveantenne für Mittelwelle. Zudem wurde von ihm bis Ende 2003 das Programm von SWR4 auf UKW ausgestrahlt. Ab 2005 fand über diesen Mast ein DRM-Testbetrieb auf der Frequenz 1485 kHz statt. Diese DRM-Ausstrahlung musste 2008 aufgrund technischer Mängel an der Sendeanlage eingestellt werden. Der ab diesem Zeitpunkt funktionslose Mast und die DRM-Sendertechnik wurden 2010 abgebaut. Letztere wurde Ende Mai 2010 zum Mittelwellensender Heilbronn-Obereisesheim transportiert und dort wieder in Betrieb genommen.

### Aktueller Sendeturm seit 2003

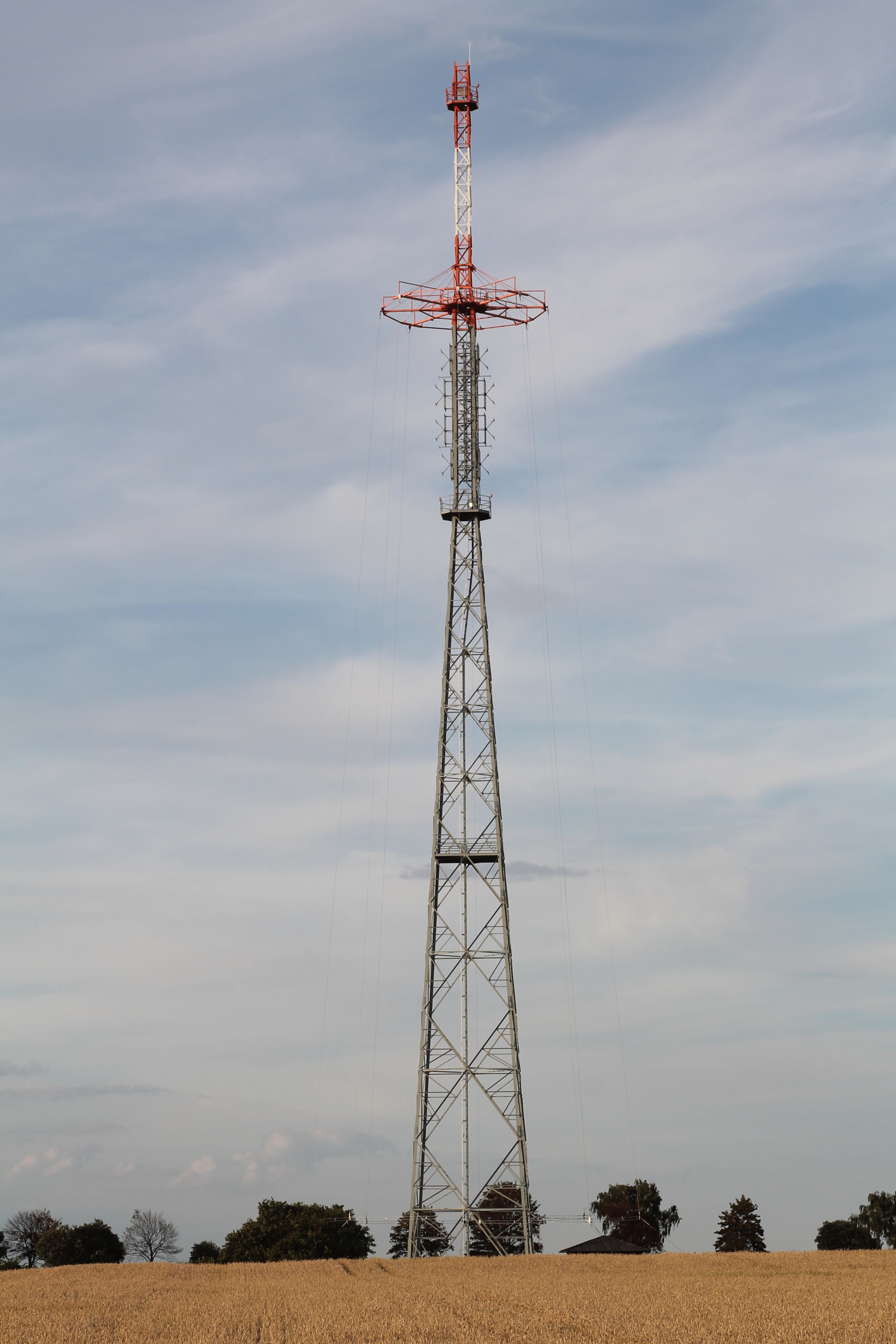
Stahlfachwerkturm für UKW und Mittelwelle im Jahr 2011. Am roten Auslegerring des Turms (auf etwa 4/5 seiner Gesamthöhe angebracht) waren die Reusenseile der Mittelwellen-Reserveantenne befestigt

An der Stelle des im Jahr 2002 abgerissenen Sendemasts 1 wurde im Dezember 2003 ein geerdeter, freistehender, 102 m hoher Stahlfachwerkturm errichtet, von dem seit 2004 auf der UKW-Frequenz 94,9 MHz das Programm von SWR4 Rheinland-Pfalz mit 5 kW gesendet wird. Zuvor war diese UKW-Ausstrahlung über den 114 m Reservemast für Mittelwelle erfolgt. Der im Jahr 2003 neu erbaute Sendeturm wurde 2004 nachträglich mit einer Reusenantenne als Mittelwellen-Reserveantenne versehen. Über sie konnte auf der Frequenz 1017 kHz analog mit 100 bzw. 150 kW ausgestrahlt werden. Nachdem der Mittelwellenbetrieb von diesem Senderstandort im Jahr 2012 komplett eingestellt wurde, ist auch die Reusenantenne überflüssig geworden und wurde Anfang März 2013 demontiert.
In der Nähe der Anlage existiert ein freistehender Stahlfachwerkturm für Richt- und Mobilfunk eines Fernmeldediensteanbieters, der Richtfunksammler Wolfsheim.

### Infrastrukturgebäude

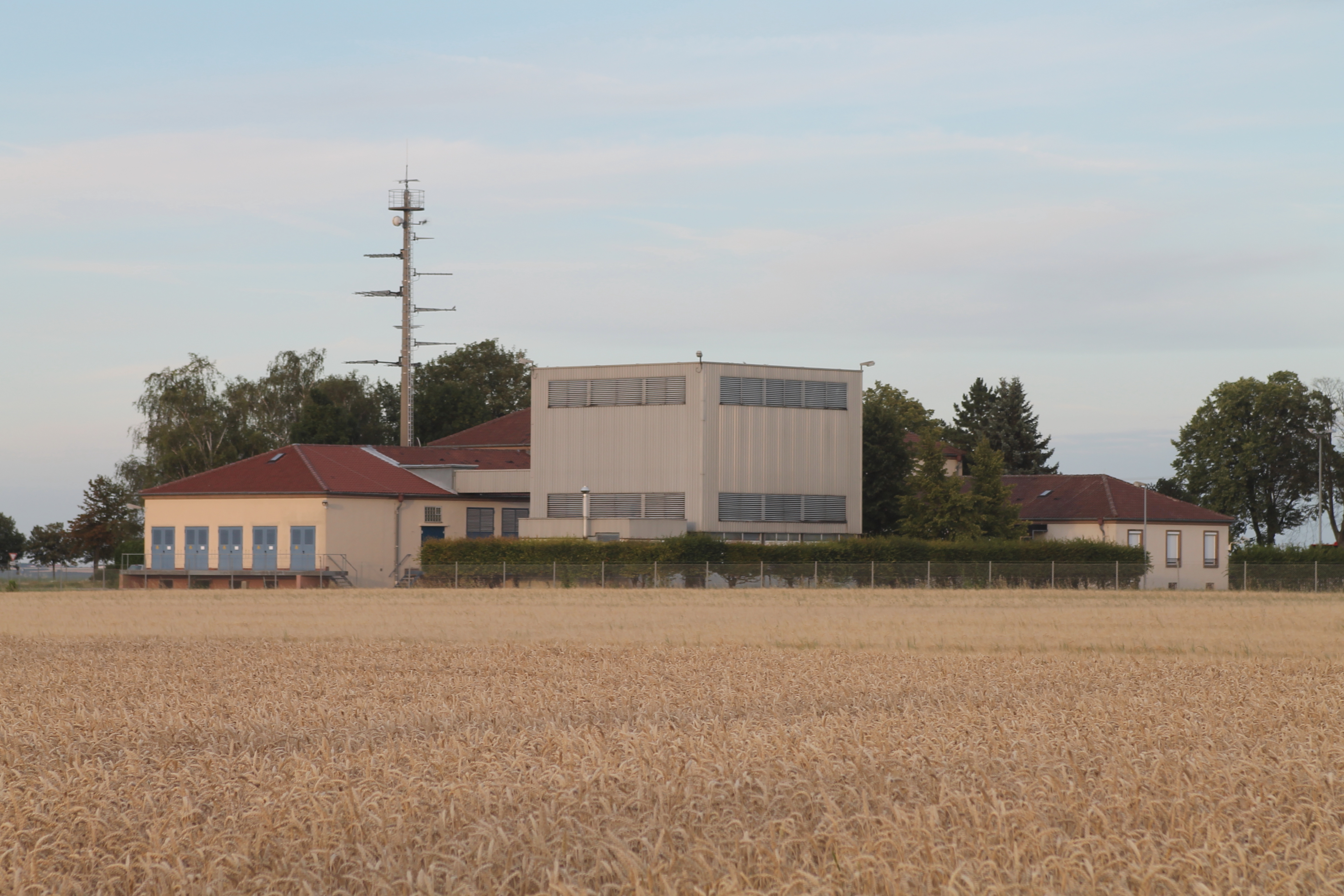
Rückseitige Ansicht des Sendergebäude vom Rheinsender. Das quaderförmige Gebäude in der Bildmitte ist der Kühlturm. Die Gebäude wurden zwischen November 2013 und Januar 2014 abgerissen.

Zu den Sendemasten gehörten neben dem Sendetechnikgebäude, das eine Stromversorgung enthielt, sowie Werkstätten, Sozialräume und eine Betriebswohnung. Für die Abführung der entstehenden Wärme gab es einen Kühlturm. In den Anfangsjahren befanden sich vor dem repräsentativen Empfangsgebäude zwei Springbrunnenbecken, die zur Kühlung eingesetzt wurden. Diese wurden später, da es effizientere Kühlmethoden gab, entfernt. Die repräsentativen Gebäude, die Betriebswohnung wurden im November 2013 abgerissen, im Januar 2014 auch der quaderförmige Kühlturm. 2015 wurde eine landwirtschaftliche Betriebsstätte auf dem Sendergelände errichtet.

## Frequenzen und Programme

### In Betrieb

#### Analoges Radio (UKW)
| Frequenz (MHz) | Programm             | RDS PS   | RDS PI | Regionalisierung | ERP (kW) | Antennendiagramm rund (ND)/gerichtet (D) | Polarisation horizontal (H)/vertikal (V) |
| -------------- | -------------------- | -------- | ------ | ---------------- | -------- | ---------------------------------------- | ---------------------------------------- |
| 94,9           | SWR4 Rheinland-Pfalz | SWR4_MZ_ | DAA4   | Mainz            | 5        | ND                                       | H                                        |

### Abgeschaltet

#### Analoges Radio (MW)
| Frequenz (kHz) | Programm    | Regionalisierung | ERP (kW) | Antennendiagramm rund (ND)/gerichtet (D) | Polarisation horizontal (H)/vertikal (V) |
| -------------- | ----------- | ---------------- | -------- | ---------------------------------------- | ---------------------------------------- |
| 1017           | SWR cont.ra | –                | 100      | ND                                       | V                                        |

#### Digitales Radio
Über dem DRM-Modus wurde zwischen 2005 und 2008 ausgestrahlt. Zuerst wurde Dasding (1/3) und anschließend SWR cont.ra (2/3 des Zeitraumes) auf der Frequenz 1485 kHz mit einer Sendeleistung von 0,42 kW verbreitet. Anschließend wurde der dafür genutzte DRM-Sender nach Heilbronn verlagert.
| Frequenz (kHz) | Programm    | Regionalisierung | ERP (kW) | Antennendiagramm rund (ND)/gerichtet (D) | Polarisation horizontal (H)/vertikal (V) |
| -------------- | ----------- | ---------------- | -------- | ---------------------------------------- | ---------------------------------------- |
| 1485           | SWR cont.ra | –                | 0,42     | ND                                       | V                                        |
| 1485           | SWR Dasding | –                | 0,42     | ND                                       | V                                        |